# IndyCar Series 2013
Navigation
2012 2014
Le Championnat IndyCar 2013 est la 18e saison de ce championnat.

## Repères de débuts de saison
Système de points
| Position         | Position         | Position         | Position         | Position         | Position         | Position         | Position         | Position         | Position         | Position         | Position         | Position         | Position         | Position         | Position         | Position         | Position         | Position         | Position         | Position         | Position         | Position         | Position         | Position         | Position |
| Nombre de points | Nombre de points | Nombre de points | Nombre de points | Nombre de points | Nombre de points | Nombre de points | Nombre de points | Nombre de points | Nombre de points | Nombre de points | Nombre de points | Nombre de points | Nombre de points | Nombre de points | Nombre de points | Nombre de points | Nombre de points | Nombre de points | Nombre de points | Nombre de points | Nombre de points | Nombre de points | Nombre de points | Nombre de points |          |
| 1er              | 2e               | 3e               | 4e               | 5e               | 6e               | 7e               | 8e               | 9e               | 10e              | 11e              | 12e              | 13e              | 14e              | 15e              | 16e              | 17e              | 18e              | 19e              | 20e              | 21e              | 22e              | 23e              | 24e              | 25e à 33e        |          |
| ---------------- | ---------------- | ---------------- | ---------------- | ---------------- | ---------------- | ---------------- | ---------------- | ---------------- | ---------------- | ---------------- | ---------------- | ---------------- | ---------------- | ---------------- | ---------------- | ---------------- | ---------------- | ---------------- | ---------------- | ---------------- | ---------------- | ---------------- | ---------------- | ---------------- | -------- |
| 50               | 40               | 35               | 32               | 30               | 28               | 26               | 24               | 22               | 20               | 19               | 18               | 17               | 16               | 15               | 14               | 13               | 12               | 11               | 10               | 9                | 8                | 7                | 6                | 5                |          |

1 point supplémentaire est attribué a l'auteur de la pôle position (sauf Indianapolis et Iowa), 1 point est attribué au(x) pilote(s) ayant mené(s) au moins un tour et 2 points sont attribués au pilote qui détient le record de tours en tête pendant la course.
Nouveautés

## Engagés
| Équipe                           | Moteur    | No. | Pilote               | Cat. | Manches           |
| -------------------------------- | --------- | --- | -------------------- | ---- | ----------------- |
| Andretti Autosport               | Chevrolet | 1   | Ryan Hunter-Reay     |      | toutes            |
| Andretti Autosport               | Chevrolet | 5   | E. J. Viso           |      | toutes            |
| Andretti Autosport               | Chevrolet | 25  | Marco Andretti       |      | toutes            |
| Andretti Autosport               | Chevrolet | 27  | James Hinchcliffe    |      | toutes            |
| Andretti Autosport               | Chevrolet | 26  | Carlos Muñoz         | R    | 5                 |
| Penske Racing                    | Chevrolet | 2   | A.J. Allmendinger    |      | 2-3, 5-7, 19      |
| Penske Racing                    | Chevrolet | 3   | Hélio Castroneves    |      | toutes            |
| Penske Racing                    | Chevrolet | 12  | Will Power           |      | toutes            |
| Panther Racing                   | Chevrolet | 4   | J. R. Hildebrand     |      | 1-5               |
| Panther Racing                   | Chevrolet | 4   | Ryan Briscoe         |      | 6-7, 9, 11-12, 15 |
| Panther Racing                   | Chevrolet | 4   | Oriol Servià         |      | 8, 10, 14, 16-19  |
| Panther Racing                   | Chevrolet | 4   | Carlos Muñoz         | R    | 13                |
| Panther Racing                   | Chevrolet | 60  | Townsend Bell        |      | 5                 |
| Dragon Racing                    | Chevrolet | 6   | Sebastian Saavedra   |      | toutes            |
| Dragon Racing                    | Chevrolet | 7   | Sébastien Bourdais   |      | toutes            |
| Chip Ganassi Racing              | Honda     | 8   | Ryan Briscoe         |      | 5                 |
| Chip Ganassi Racing              | Honda     | 9   | Scott Dixon          |      | toutes            |
| Chip Ganassi Racing              | Honda     | 10  | Dario Franchitti     |      | 1-18              |
| Chip Ganassi Racing              | Honda     | 10  | Alex Tagliani        |      | 19                |
| Chip Ganassi Racing              | Honda     | 83  | Charlie Kimball      |      | toutes            |
| KV Racing Technology             | Chevrolet | 11  | Tony Kanaan          |      | toutes            |
| KV Racing Technology             | Chevrolet | 78  | Simona de Silvestro  |      | toutes            |
| A. J. Foyt Enterprises           | Honda     | 14  | Takuma Satō          |      | toutes            |
| A. J. Foyt Enterprises           | Honda     | 41  | Conor Daly           | R    | 5                 |
| Rahal Letterman Lanigan Racing   | Honda     | 15  | Graham Rahal         |      | toutes            |
| Rahal Letterman Lanigan Racing   | Honda     | 16  | James Jakes          |      | toutes            |
| Rahal Letterman Lanigan Racing   | Honda     | 17  | Mike Conway          |      | 3                 |
| Rahal Letterman Lanigan Racing   | Honda     | 17  | Michel Jourdain, Jr. |      | 5                 |
| Dale Coyne Racing                | Honda     | 18  | Ana Beatriz          |      | 1–5, 9–10         |
| Dale Coyne Racing                | Honda     | 18  | Mike Conway          |      | 6–7, 12–13, 17–18 |
| Dale Coyne Racing                | Honda     | 18  | Pippa Mann           |      | 8, 11, 19         |
| Dale Coyne Racing                | Honda     | 18  | James Davison        | R    | 14, 15            |
| Dale Coyne Racing                | Honda     | 18  | Stefan Wilson        | R    | 16                |
| Dale Coyne Racing                | Honda     | 19  | Justin Wilson        |      | toutes            |
| Dale Coyne Racing                | Honda     | 63  | Pippa Mann           |      | 5                 |
| Ed Carpenter Racing (en)         | Chevrolet | 20  | Ed Carpenter         |      | toutes            |
| Panther Dreyer & Reinbold Racing | Chevrolet | 22  | Oriol Servià         |      | 1-5               |
| Schmidt-Hamilton Motorsports     | Honda     | 55  | Tristan Vautier      | R    | toutes            |
| Schmidt-Hamilton Motorsports     | Honda     | 77  | Simon Pagenaud       |      | toutes            |
| Schmidt-Hamilton Motorsports     | Honda     | 81  | Katherine Legge      |      | 5                 |
| Sarah Fisher Hartman Racing      | Honda     | 67  | Josef Newgarden      |      | toutes            |
| Sarah Fisher Hartman Racing      | Honda     | 97  | Lucas Luhr           | R    | 15                |
| Barracuda Racing                 | Honda     | 98  | Alex Tagliani        |      | 1-13              |
| Barracuda Racing                 | Honda     | 98  | Luca Filippi         | R    | 14, 16–18         |
| Barracuda Racing                 | Honda     | 98  | J. R. Hildebrand     |      | 15, 19            |
| Lazier Partners Racing           | Chevrolet | 99  | Buddy Lazier         |      | 5                 |

| Icône | Catégorie |
| ----- | --------- |
| R     | Rookie    |

## Calendrier de la saison 2013
| No. | Date          | Événement                                                 | Circuit                          | Lieu           | Pays                     |
| --- | ------------- | --------------------------------------------------------- | -------------------------------- | -------------- | ------------------------ |
| 1   | 24 mars       | Honda Grand Prix of St. Petersburg                        | Circuit urbain de St. Petersburg | St. Petersburg | Floride, États-Unis      |
| 2   | 7 avril       | Honda Indy Grand Prix of Alabama                          | Barber Motorsports Park          | Birmingham     | Alabama, États-Unis      |
| 3   | 21 avril      | 39th Toyota Grand Prix of Long Beach                      | Circuit urbain de Long Beach     | Long Beach     | Californie, États-Unis   |
| 4   | 5 mai         | Itaipava São Paulo Indy 300 presented by Nestlé           | Circuit urbain Anhembi           | São Paulo      | São Paulo, Brésil        |
| 5   | 26 mai        | 97th Indianapolis 500-Mile Race                           | Indianapolis Motor Speedway      | Indianapolis   | Indiana, États-Unis      |
| 6   | 1er juin      | Chevrolet Indy Dual in Detroit presented by Quicken Loans | Circuit de Belle-Isle            | Détroit        | Michigan, États-Unis     |
| 7   | 2 juin        | Chevrolet Indy Dual in Detroit presented by Quicken Loans | Circuit de Belle-Isle            | Détroit        | Michigan, États-Unis     |
| 8   | 8 juin        | Firestone 550                                             | Texas Motor Speedway             | Fort Worth     | Texas, États-Unis        |
| 9   | 15 juin       | Milwaukee IndyFest                                        | Milwaukee Mile                   | West Allis     | Wisconsin, États-Unis    |
| 10  | 23 juin       | Iowa Corn Indy 250                                        | Iowa Speedway                    | Newton         | Iowa, États-Unis         |
| 11  | 7 juillet     | Pocono IndyCar 400                                        | Pocono Raceway                   | Long Pond      | Pennsylvanie, États-Unis |
| 12  | 13 juillet    | Honda Indy Toronto                                        | Circuit Exhibition Place         | Toronto        | Ontario, Canada          |
| 13  | 14 juillet    | Honda Indy Toronto                                        | Circuit Exhibition Place         | Toronto        | Ontario, Canada          |
| 14  | 4 août        | Honda Indy 200 at Mid-Ohio                                | Mid-Ohio Sports Car Course       | Lexington      | Ohio, États-Unis         |
| 15  | 25 août       | GoPro Indy Grand Prix of Sonoma                           | Sonoma Raceway                   | Sonoma         | Californie, États-Unis   |
| 16  | 1er septembre | Grand Prix of Baltimore                                   | Circuit urbain de Baltimore      | Baltimore      | Maryland, États-Unis     |
| 17  | 5 octobre     | Shell-Pennzoil Grand Prix of Houston                      | Circuit de Reliant Park          | Houston        | Texas, États-Unis        |
| 18  | 6 octobre     | Shell-Pennzoil Grand Prix of Houston                      | Circuit de Reliant Park          | Houston        | Texas, États-Unis        |
| 19  | 19 octobre    | American Real TV 500 IndyCar World Championships          | Auto Club Speedway               | Fontana        | Californie, États-Unis   |

Les 500 Miles d'Indianapolis, la manche de Pocono et celle de Fontana font partie de la "triple couronne", 1 000 000 dollars seront attribués au pilote qui réussit à remporter ces trois courses, 250 000 dollars seront attribués au pilote qui réussit à remporter deux des trois courses.

## Résultats de la saison 2013
| N° | Évènement                                                 | Pole position     | Meilleur tour      | Pilote vainqueur  | Équipe gagnante              |
| -- | --------------------------------------------------------- | ----------------- | ------------------ | ----------------- | ---------------------------- |
| 1  | Honda Grand Prix of St. Petersburg                        | Will Power        | Will Power         | James Hinchcliffe | Andretti Autosport           |
| 2  | Honda Indy Grand Prix of Alabama                          | Ryan Hunter-Reay  | James Jakes        | Ryan Hunter-Reay  | Andretti Autosport           |
| 3  | 39th Toyota Grand Prix of Long Beach                      | Dario Franchitti  | E. J. Viso         | Takuma Satō       | A. J. Foyt Enterprises       |
| 4  | Itaipava São Paulo Indy 300 presented by Nestlé           | Ryan Hunter-Reay  | Tony Kanaan        | James Hinchcliffe | Andretti Autosport           |
| 5  | 97th Indianapolis 500-Mile Race                           | Ed Carpenter      | Justin Wilson      | Tony Kanaan       | KV Racing Technology         |
| 6  | Chevrolet Indy Dual in Detroit presented by Quicken Loans | Dario Franchitti  | Mike Conway        | Mike Conway       | Dale Coyne Racing            |
| 7  | Chevrolet Indy Dual in Detroit presented by Quicken Loans | Mike Conway       | Mike Conway        | Simon Pagenaud    | Schmidt-Hamilton Motorsports |
| 8  | Firestone 550                                             | Will Power        | Tony Kanaan        | Hélio Castroneves | Team Penske                  |
| 9  | Milwaukee IndyFest                                        | Marco Andretti    | Ryan Hunter-Reay   | Ryan Hunter-Reay  | Andretti Autosport           |
| 10 | Iowa Corn Indy 250                                        | Hélio Castroneves | Ed Carpenter       | James Hinchcliffe | Andretti Autosport           |
| 11 | Pocono IndyCar 400                                        | Marco Andretti    | Takuma Satō        | Scott Dixon       | Chip Ganassi Racing          |
| 12 | Honda Indy Toronto                                        | Dario Franchitti  | Hélio Castroneves  | Scott Dixon       | Chip Ganassi Racing          |
| 13 | Honda Indy Toronto                                        | Scott Dixon       | Dario Franchitti   | Scott Dixon       | Chip Ganassi Racing          |
| 14 | Honda Indy 200 at Mid-Ohio                                | Ryan Hunter-Reay  | Simon Pagenaud     | Charlie Kimball   | Chip Ganassi Racing          |
| 15 | GoPro Indy Grand Prix of Sonoma                           | Dario Franchitti  | Will Power         | Will Power        | Team Penske                  |
| 16 | Grand Prix of Baltimore                                   | Scott Dixon       | Sébastien Bourdais | Simon Pagenaud    | Schmidt-Hamilton Motorsports |
| 17 | Shell-Pennzoil Grand Prix of Houston                      | Takuma Satō       | Will Power         | Scott Dixon       | Chip Ganassi Racing          |
| 18 | Shell-Pennzoil Grand Prix of Houston                      | Hélio Castroneves | Luca Filippi       | Will Power        | Team Penske                  |
| 19 | American Real TV 500 IndyCar World Championships          | Will Power        | James Hinchcliffe  | Will Power        | Team Penske                  |

## Classement saison 2013
| 1   | Scott Dixon          | 5   | 2   | 11  | 18  | 16   | 14  | 4   | 4   | 23  | 6   | 16  | 1   | 1   | 1*  | 7   | 15* | 19  | 1*  | 2   | 5   | 577 |
| 2   | Hélio Castroneves    | 2*  | 3   | 10  | 13  | 8    | 6   | 5   | 8   | 1*  | 2   | 8   | 8   | 6   | 2   | 6   | 7   | 9   | 18  | 231 | 6   | 550 |
| 3   | Simon Pagenaud       | 24  | 6   | 8   | 9   | 21   | 8   | 12  | 1   | 13  | 12  | 6   | 6   | 9   | 12  | 2   | 5   | 1   | 4   | 6   | 13  | 508 |
| 4   | Will Power           | 16  | 5   | 16  | 24  | 6    | 19  | 8   | 20  | 7   | 3   | 17  | 4   | 15* | 18  | 4   | 1   | 18* | 12  | 1*  | 1*  | 498 |
| 5   | Marco Andretti       | 3   | 7   | 7   | 3   | 3    | 4   | 20  | 6   | 5   | 20  | 9   | 10* | 4   | 9   | 9   | 4   | 10  | 13  | 20  | 7   | 483 |
| 6   | Justin Wilson        | 9   | 8   | 3   | 20  | 14   | 5   | 3   | 22  | 15  | 9   | 11  | 7   | 11  | 8   | 8   | 2   | 4   | 3   | 4   | 18  | 472 |
| 7   | Ryan Hunter-Reay     | 18  | 1*  | 24  | 11  | 7    | 3   | 2   | 18  | 2   | 1   | 2   | 20  | 18  | 19  | 5   | 6   | 20  | 20  | 21  | 9   | 468 |
| 8   | James Hinchcliffe    | 1   | 26  | 26  | 1   | 9    | 21  | 15  | 19  | 9   | 5   | 1*  | 24  | 8   | 21  | 10  | 8   | 7   | 24  | 3   | 4   | 449 |
| 9   | Charlie Kimball      | 12  | 4   | 21  | 10  | 19   | 9   | 14  | 7   | 17  | 17  | 12  | 2   | 21  | 6   | 1*  | 20  | 6   | 11  | 8   | 10  | 427 |
| 10  | Dario Franchitti     | 25  | 25  | 4   | 7   | 17   | 23  | 6   | 5   | 6   | 8   | 20  | 3   | 3   | 4   | 3   | 3   | 21  | 15  | 15  |     | 418 |
| 11  | Tony Kanaan          | 4   | 13  | 20  | 21  | 12   | 1   | 13  | 12  | 3   | 10  | 3   | 13  | 5   | 24  | 24  | 13  | 15  | 21  | 24  | 3   | 396 |
| 12  | Sébastien Bourdais   | 11  | 16  | 15  | 14  | 15   | 29  | 24  | 11  | 20  | 22  | 14  | 16  | 2   | 3   | 12  | 10  | 3   | 8   | 5   | 12  | 369 |
| 13  | Simona de Silvestro  | 6   | 18  | 9   | 8   | 24   | 17  | 16  | 24  | 16  | 24  | 21  | 11  | 10  | 14  | 11  | 9   | 5   | 2   | 10  | 8   | 362 |
| 14  | Josef Newgarden      | 23  | 9   | 13  | 5   | 25   | 28  | 7   | 16  | 8   | 11  | 15  | 5   | 23  | 11  | 23  | 24  | 2   | 5   | 13  | 20  | 348 |
| 15  | E. J. Viso           | 7   | 12  | 22  | 6   | 4    | 18  | 17  | 17  | 10  | 4   | 10  | 21  | 14  | 5   | 17  | 14  | 13  | 9   | 16  |     | 340 |
| 16  | Ed Carpenter         | 14  | 22  | 18  | 23  | 1    | 10* | 18  | 15  | 4   | 14  | 4   | 9   | 13  | 22  | 20  | 19  | 14  | 23  | 22  | 2   | 332 |
| 17  | Takuma Satō          | 8   | 14  | 1*  | 2*  | 18   | 13  | 19  | 23  | 11  | 7*  | 23  | 22  | 24  | 20  | 22  | 23  | 24  | 17  | 14  | 17  | 322 |
| 18  | Graham Rahal         | 13  | 21  | 2   | 22  | 26   | 25  | 9   | 9   | 21  | 16  | 5   | 18  | 20  | 13  | 18  | 11  | 17  | 7   | 18  | 15  | 319 |
| 19  | James Jakes          | 15  | 23  | 12  | 17  | 20   | 20  | 10  | 2   | 12  | 18  | 18  | 12  | 12  | 23  | 13  | 25  | 23  | 6   | 17  | 22  | 293 |
| 20  | Tristan Vautier      | 21  | 10  | 17  | 16  | 28   | 16  | 11  | 14  | 18  | 21  | 13  | 19  | 19  | 16  | 21  | 12  | 11  | 22  | 11  | 21  | 266 |
| 21  | Sebastián Saavedra   | 20  | 20  | 27  | 19  | 27   | 32  | 22  | 10  | 14  | 13  | 19  | 23  | 16  | 15  | 19  | 21  | 8   | 14  | 12  | 24  | 236 |
| 22  | Oriol Servià         | 17  | 15  | 6   | 4   | 13   | 11  |     |     | 19  |     | 7   |     |     |     | 14  |     | 12  | 19  | 7   | 19  | 233 |
| 23  | Mike Conway          |     |     | 25  |     |      |     | 1*  | 3*  |     |     |     |     | 7   | 7   |     |     |     | 16  | 9   |     | 185 |
| 24  | Alex Tagliani        | 10  | 11  | 19  | 12  | 11   | 24  | 23  | 21  | 22  | 23  | 24  | 17  | 17  | 10  |     |     |     |     |     | 14  | 179 |
| 25  | J. R. Hildebrand     | 19  | 17  | 5   | 15  | 10   | 33  |     |     |     |     |     |     |     |     |     | 16  |     |     |     | 11  | 112 |
| 26  | Ryan Briscoe         |     |     |     |     | 23   | 12  | 21  | 13  |     | 15  |     | 14  | 22  |     |     | 17  |     |     |     |     | 100 |
| 27  | A. J. Allmendinger   |     | 19  | 23  |     | 5    | 7   | 25  | 25  |     |     |     |     |     |     |     |     |     |     |     | 16  | 79  |
| 28  | Carlos Muñoz         |     |     |     |     | 2    | 2   |     |     |     |     |     |     |     | 17  |     |     |     |     |     | 23  | 74  |
| 29  | Ana Beatriz          | 22  | 24  | 14  | 25  | 29   | 15  |     |     |     | 19  | 22  |     |     |     |     |     |     |     |     |     | 72  |
| 30  | Luca Filippi         |     |     |     |     |      |     |     |     |     |     |     |     |     |     | 16  |     | 22  | 10  | 19  |     | 53  |
| 31  | Pippa Mann           |     |     |     |     | 30   | 30  |     |     | 24  |     |     | 15  |     |     |     |     |     |     |     | 25  | 34  |
| 32  | James Davison        |     |     |     |     |      |     |     |     |     |     |     |     |     |     | 15  | 18  |     |     |     |     | 27  |
| 33  | Stefan Wilson        |     |     |     |     |      |     |     |     |     |     |     |     |     |     |     |     | 16  |     |     |     | 14  |
| 34  | Conor Daly           |     |     |     |     | 31   | 22  |     |     |     |     |     |     |     |     |     |     |     |     |     |     | 11  |
| 35  | Townsend Bell        |     |     |     |     | 22   | 27  |     |     |     |     |     |     |     |     |     |     |     |     |     |     | 10  |
| 36  | Lucas Luhr           |     |     |     |     |      |     |     |     |     |     |     |     |     |     |     | 22  |     |     |     |     | 8   |
| 37  | Katherine Legge      |     |     |     |     | 33   | 26  |     |     |     |     |     |     |     |     |     |     |     |     |     |     | 8   |
| 38  | Buddy Lazier         |     |     |     |     | 32   | 31  |     |     |     |     |     |     |     |     |     |     |     |     |     |     | 8   |
|     | Michel Jourdain, Jr. |     |     |     |     | NQ   | NQ  |     |     |     |     |     |     |     |     |     |     |     |     |     |     | –   |
| Pos | Pilote               | STP | ALA | LBH | SAO | QL   | 500 | DET | DET | TEX | MIL | IOW | POC | TOR | TOR | MDO | SNM | BAL | HOU | HOU | FON | Pts |
| Pos | Pilote               | STP | ALA | LBH | SAO | INDY |     | DET | DET | TEX | MIL | IOW | POC | TOR | TOR | MDO | SNM | BAL | HOU | HOU | FON | Pts |

| Couleur    | Résultat             |
| ---------- | -------------------- |
| Or         | Vainqueur            |
| Argent     | 2e                   |
| Bronze     | 3e                   |
| Vert       | 4e-5e                |
| Bleu clair | 6e-10e               |
| Bleu foncé | Hors du top 10       |
| Pourpre    | Abandon              |
| Rouge      | Non-qualifié (NQ)    |
| Brun       | Retiré (Wth)         |
| Noir       | Disqualifié (DSQ)    |
| Blanc      | Pas au départ (NP)   |
| Blanc      | Course stoppée (C)   |
| Vide       | Pas de participation |

| Notation          |                                                     |
| Gras              | Pole position (1 point) Exception: Indianapolis 500 |
| Italique          | Meilleur tour en course                             |
| *                 | Plus de tours menés (2 points)                      |
| NP                | Pilote qualifié mais pas au départ (NP).            |
| Rookie de l'année |                                                     |
| Rookie            |                                                     |

| Couleur    | Résultat             |
| ---------- | -------------------- |
| Or         | Vainqueur            |
| Argent     | 2e                   |
| Bronze     | 3e                   |
| Vert       | 4e-5e                |
| Bleu clair | 6e-10e               |
| Bleu foncé | Hors du top 10       |
| Pourpre    | Abandon              |
| Rouge      | Non-qualifié (NQ)    |
| Brun       | Retiré (Wth)         |
| Noir       | Disqualifié (DSQ)    |
| Blanc      | Pas au départ (NP)   |
| Blanc      | Course stoppée (C)   |
| Vide       | Pas de participation |

| Notation          |                                                     |
| Gras              | Pole position (1 point) Exception: Indianapolis 500 |
| Italique          | Meilleur tour en course                             |
| *                 | Plus de tours menés (2 points)                      |
| NP                | Pilote qualifié mais pas au départ (NP).            |
| Rookie de l'année |                                                     |
| Rookie            |                                                     |

Les points sont distribués de la manière suivante:
| Position                   | 1  | 2  | 3  | 4  | 5  | 6  | 7  | 8  | 9  | 10 | 11 | 12 | 13 | 14 | 15 | 16 | 17 | 18 | 19 | 20 | 21 | 22 | 23 | 24 | 25 | 26 | 27 | 28 | 29 | 30 | 31 | 32 | 33 |
| -------------------------- | -- | -- | -- | -- | -- | -- | -- | -- | -- | -- | -- | -- | -- | -- | -- | -- | -- | -- | -- | -- | -- | -- | -- | -- | -- | -- | -- | -- | -- | -- | -- | -- | -- |
| Course                     | 50 | 40 | 35 | 32 | 30 | 28 | 26 | 24 | 22 | 20 | 19 | 18 | 17 | 16 | 15 | 14 | 13 | 12 | 11 | 10 | 9  | 8  | 7  | 6  | 5  | 5  | 5  | 5  | 5  | 5  | 5  | 5  | 5  |
| Qualification à l'Indy 500 | 15 | 13 | 12 | 11 | 10 | 9  | 8  | 7  | 6  | 4  | 4  | 4  | 4  | 4  | 4  | 4  | 4  | 4  | 4  | 4  | 4  | 4  | 4  | 4  | 3  | 3  | 3  | 3  | 3  | 3  | 3  | 3  | 3  |
| Qualification en Iowa      | 9  | 8  | 7  | 6  | 5  | 4  | 3  | 2  | 1  | 1  | 1  | 1  |    |    |    |    |    |    |    |    |    |    |    |    |    |    |    |    |    |    |    |    |    |

- Un point est attribué à chaque pilote qui mène au moins un tour pendant une course.
- Des points supplémentaires sont attribués aux pilotes selon leurs performances aux qualifications à l'Indy 500 et en Iowa.
- En cas d'égalité, le championnat se joue sur le nombre de victoires, suivi du nombre de 2e places, 3e places, etc. Ensuite par le nombre de pole position, de 2e places sur la grille, etc.